# Dietrich Oberwittler
Dietrich Oberwittler (* 28. November 1963) ist ein deutscher Soziologe und Kriminologe. Er ist Forschungsgruppenleiter am Max-Planck-Institut zur Erforschung von Kriminalität, Sicherheit und Recht und außerplanmäßiger Professor der Universität Freiburg. Er erforscht insbesondere die Bedeutung von städtischen Sozialräumen für Kriminalität und Unsicherheitswahrnehmungen.

## Werdegang
Oberwittler studierte Sozialwissenschaften und Geschichte an den Universitäten Münster, Bonn und am University College London. 1997 trat er in die Abteilung für Kriminologie am Max-Planck-Institut in Freiburg ein. 1998 wurde er an der Universität Trier promoviert. In seiner Dissertation verglich er die Entwicklung der Behandlung jugendlicher Straftäter in Deutschland und England zwischen 1850 und 1920. Ab 1999 lehrte er auch Soziologie an der Universität Freiburg. Von 2004 bis 2006 war Oberwittler Marie Curie Fellow am Institute for Criminology der University of Cambridge. 2006 kehrte er als Senior Researcher an das Max-Planck-Institut zurück. Er habilitierte sich 2006 an der Universität Bielefeld für das Fach Soziologie mit der Arbeit „Abweichendes Verhalten und sozialräumlicher Kontext“, seine Lehrbefugnis wurde 2008 auf die Universität Freiburg übertragen. Seit 2019 leitet Oberwittler die unabhängige Forschungsgruppe Space, Contexts, and Crime am Max-Planck-Institut.

## Forschungsschwerpunkte
Oberwittlers Forschungsschwerpunkte sind: Jugendkriminalität, Gewaltkriminalität, Kriminalgeographie, insbesondere sozialräumliche Kontexteffekte auf Kriminalität und Unsicherheitswahrnehmungen, Polizeisoziologie und Methoden der Quantitativen Sozialforschung. Er hat in diesen Feldern mehrere empirische, teils international vergleichende Forschungsprojekte mit Förderung der Deutschen Forschungsgemeinschaft geleitet.
Die „MPI-Schulbefragung 1999“, die in Köln und Freiburg durchgeführt wurde, zeigte erstmals in Deutschland den delinquenzfördernden Einfluss des Aufwachsens in sozial benachteiligten Stadtvierteln auf. In Zusammenarbeit mit dem Bundeskriminalamt führte er von 2008 bis 2010 die erste umfassende Studie zu Ehrenmorden in Deutschland durch und war an den Auswertungen der Deutschen Viktimisierungssurveys 2012 und 2017 beteiligt.
International hat Oberwittler an der von Per-Olof Wikström (University of Cambridge) geleiteten Längsschnittstudie „Peterborough Adolescent and Young Adult Development Study“ mitgearbeitet und führte zusammen mit Sebastian Roché (Universität Grenoble) das deutsch-französische Forschungsprojekt „Police and Adolescents in Multi-Ethnic Societies“ durch, das starke Länderunterschiede in der Behandlung migrantischer Jugendliche durch die Polizei aufzeigte.
Oberwittler war von 2004 bis 2012 Mitglied im International Advisory Board des European Journal of Criminology und ist seit 2015 Mitglied im wissenschaftlichen Beirat des Netherlands Institute for the Study of Crime and Law Enforcement (Amsterdam).

## Schriften (Auswahl)

### Monografien
- P.-O. H. Wikström, D. Oberwittler, K. Treiber, B. Hardie: Breaking Rules: The Social and Situational Dynamics of Young People's Urban Crime. Oxford University Press, Oxford 2012, ISBN 978-0-19-163410-9.
- D. Oberwittler, J. Kasselt: Ehrenmorde in Deutschland 1996–2005. Eine Untersuchung auf der Basis von Prozessakten. Luchterhand, Köln 2011, ISBN 978-3-472-08045-9.
- D. Oberwittler, D. Gerstner: Kriminalgeographie Baden-Württembergs (2003–2007). Sozioökonomische und räumliche Determinanten der registrierten Kriminalität. Max-Planck-Institut für Ausländisches und Internationales Strafrecht, Freiburg im Breisgau 2011, ISBN 978-3-86113-111-3.
- D. Oberwitter: Von der Strafe zur Erziehung? Jugendkriminalpolitik in England und Deutschland (1850–1920). Campus-Verlag, Frankfurt am Main / New York 2000, ISBN 3-593-36463-8 (zugleich Dissertationsschrift, Universität Trier, 1998).

### Herausgeberschaften
- D. Oberwittler, S. Roché: Police-Citizen Relations around the World. Comparing Sources and Contexts of Trust and Legitimacy. Routledge, London 2018, ISBN 978-1-138-22286-1.
- C. Birkel, D. Hummelsheim-Doss, N. Leitgöb-Guzy, D. Oberwittler: Opfererfahrungen und kriminalitätsbezogene Einstellungen in Deutschland. Vertiefende Analysen des Deutschen Viktimisierungssurveys 2012 unter besonderer Berücksichtigung des räumlichen Kontextes. Bundeskriminalamt, Wiesbaden 2016, ISBN 978-3-9818469-0-4.
- D. Oberwittler, S. Rabold, D. Baier: Städtische Armutsquartiere – kriminelle Lebenswelten? Studien zu sozialräumlichen Kontexteffekten auf Jugendkriminalität und Kriminalitätswahrnehmungen. Springer VS, Wiesbaden 2013, ISBN 978-3-531-16976-7.
- D. Oberwittler, S. Karstedt: Soziologie der Kriminalität. VS Verlag für Sozialwissenschaften, Wiesbaden 2004, ISBN 3-531-14059-0.

### Zeitschriftenaufsätze
- H. J. Janssen, D. Oberwittler, G. Koeber: Victimization and Its Consequences for Well-Being: A Between- and Within-Person Analysis. In: Journal of Quantitative Criminology. 2020. doi:10.1007/s10940-019-09445-6
- D. Hummelsheim, H. Hirtenlehner, J. Jackson, D. Oberwittler: Social Insecurities and Fear of Crime: A Cross-National Study on the Impact of Welfare State Policies on Crime-Related Anxieties. In: European Sociological Review. Band 27, Nr. 3, 2011, S. 327–345.
- D. Oberwittler: A Multilevel Analysis of Neighbourhood Contextual Effects on Serious Juvenile Offending. The Role of Subcultural Values and Social Disorganization. In: European Journal of Criminology. Band 1, Nr. 2, 2004, S. 201–235.

### Beiträge in Sammelbänden
- D. Oberwittler: Lethal violence: A global view on homicide. In: Henry Pontell (Hrsg.): Oxford Research Encyclopedia of Criminology and Criminal Justice. Oxford University Press, New York / Oxford 2019. doi:10.1093/acrefore/9780190264079.013.402
- D. Oberwittler: Stadtstruktur und Kriminalität. In: Dieter Hermann, Andreas Pöge (Hrsg.): Kriminalsoziologie. Handbuch für Wissenschaft und Praxis. Nomos, Baden-Baden 2018, ISBN 978-3-8487-2806-0, S. 317–336.
- D. Oberwittler: Jugendkriminalität in sozialen Kontexten. Zur Rolle von Wohngebieten und Schulen bei der Verstärkung von abweichendem Verhalten Jugendlicher. In: Bernd Dollinger, Henning Schmidt-Semisch (Hrsg.): Handbuch Jugendkriminalität. Interdisziplinäre Perspektiven. 3. Auflage. Springer VS, Wiesbaden 2018, ISBN 978-3-531-19952-8, S. 297–316.

- D. Oberwittler, J. Kasselt: Honour Killings. In: Rosemary Gartner, Bill McCarthy (Hrsg.): The Oxford Handbook on Gender, Sex, and Crime. Oxford University Press, Oxford 2014, ISBN 978-0-19-983870-7, S. 652–670.
- D. Oberwittler: Kriminalität und Delinquenz als soziales Problem. In: Günter Albrecht, Axel Grönemeyer (Hrsg.): Handbuch Soziale Probleme. 2. Auflage. VS Verlag für Sozialwissenschaften, Wiesbaden 2012, ISBN 978-3-531-32117-2, S. 772–860.
- D. Oberwittler: Stadtstruktur, Freundeskreise und Delinquenz. Eine Mehrebenenanalyse zu sozialökologischen Kontexteffekten auf schwere Jugenddelinquenz. In: Dietrich Oberwittler, Susanne Karstedt (Hrsg.): Soziologie der Kriminalität. VS Verlag für Sozialwissenschaften, Wiesbaden 2004, ISBN 3-531-14059-0, S. 135–170.